# 公共诚信中心
公共诚信中心（英語：Center for Public Integrity，缩写作）是一个位于美国的非盈利新闻调查组织，其初衷是「揭示有权力的公众以及私人机构的滥权、腐败和玩忽职守等行为，以迫使他们诚实、正直、负责地行使权力，并且以公众利益为先」。其初始成员只有50人，但CPI現在是美国最大的无党派非盈利的调查中心之一。它赢得了2014年的普利策奖——普利策调查性报道奖。
CPI以独立、无党派以及进步著称的第三方监管组织。1996年2月16日至17日對当时美国总统候选人帕特·布坎南是白人至上主义的支持者的报道中，一位来自洛杉矶时报以及纽约时报的记者发表评论，指其为一个支持自由主义的组织（liberal group）。
CPI利用網站將調查報告發佈至美國及全球媒體。2004年時CPI的《The Buying of the President》一書曾列在紐約時報暢銷書排行榜達約三個月。